# رمضان خدر
رمضان خدر (زادۀ ۲۱ فروردین ۱۳۲۳، نوکنده، بندر گز – درگذشتۀ ۱۳۷۸، تهران) کشتی‌گیر آزادکار ایرانی بود.
خدر نایب قهرمان مسابقات جهانی کشتی در استانبول ۱۹۷۴ و دارای مقام پنجم وزن ۵۷ کیلو در المپیک مونترال ۱۹۷۶ می‌باشد.
رمضان خدر در سه دورۀ مسابقات کشتی پیشکسوتان جهان صاحب گردن آویز طلا شده‌است. وی همچنین ۹ سال متوالی قهرمان ایران شده و از این حیث رکورددار است.
کمتر کشتی‌گیری در جهان وجود دارد که بتواند تمام فنون کشتی را به بهترین حالت ممکن اجرا کند اما خدر مهارت ویژه‌ای در پیاده کردن فنون کشتی به بهترین نحو داشت و از این جهت در میان علاقمندان به کشتی شهرت دارد.

## زندگی شخصی
رمضان خدر در  ۲۳ فروردین ۱۳۲۳شهر نوکنده مهد سابق کشتی ایران و آسیا، چشم به جهان گشود. ازهمان کودکی علاقه بسیار زیادی به ورزش کشتی داشت علاقه وی در این مسیر سبب شد تا دستاوردهای بسیاری را کسب کند.   
نقطه شروع برای رمضان خدر،مسابقات قهرمانی ایران ( تهران 1344 )  با وزن 57 کیلوگرم بود . چرا که او دوسال ناکامی در مسابقات را در وزن 52 کیلوگرم تجربه نموده و بسیار با انگیزه در صدد جبران آن اینبار در یک وزن بالاتر بود . در غیاب چند چهره نامدار , همانند  شعبان بابا اولادی،جبار بایرام جهانی، و ... 
رقابت تنها میان چند چهره نوخاسته شکل میگرفت ابوطالب طالبی،شمس الدین سید عباسی،احمد کوه دره ای و یک مازندرانی بنام رمضان خدر 
شگفتی اما از همان دور نخست شکل گرفت چرا که شمس الدین سید عباسی که با عبور از سد شعبان بابا اولادی شانس حضور در مسابقات قهرمانی ایران را یافته بود در اولین دور با ضربه فنی مغلوب رمضان خدر شد . خدر این پیروزی را در شرایطی بدست آورد که امتیازات کافی را قبل از آن برای خود اندوخته بود .
رمضان خدر به دلیل ناجوانمردی‌هایی فراوانی که در طول دوران ورزشی‌اش به او شد،به نماد مظلومیت در تاریخ کشتی ایران تبدیل شد.
سرانجام وی در سال ۱۳۷۸ در تهران،دور از زادگاهش چشم از جهان فرو بست.